# Costa Ricas riksvapen
I Costa Ricas riksvapen finns det sju stjärnor som representerar landets sju provinser. De tre bergstopparna symboliserar vulkanerna Barbra, Irazun och Poás. De två haven är Karibiska havet och Stilla havet. Soluppgången är symbol för hoppet om en ljus framtid.